# Polka piquée
Die Polka piquée ist ein schneller Paartanz, der in der ganzen Bretagne verbreitet ist. Sie ist eine Polka-Form mit einer Figur. Vermutlich wurde die Polka piquée als höfischen Tanz um ca. 1866 in der bretonischen Gesellschaft übernommen. Als Ursprung wird Ungarn genannt.

## Ausgangsstellung
Die Tänzer stellen sich paarweise in einer Paarfassung auf.

## Grundschritt
Der Tanz besteht aus zwei Teilen:
- Polkaschritt
- Figur

### Figur
Die Figur wird sowohl nach links als auch nach rechts getanzt. Die Figur besteht aus zwei Takten und wird in einer bestimmten Melodie beispielsweise 4× hintereinander getanzt.
Figur nach links
Gewicht ist auf rechtem Fuß, linker Fuß ist unbelastet
Linker Fuß wird ausgestreckt und Ferse wird aufgesetzt (Hacke)
Linker Fuß wird mit der Fußspitze aufgesetzt (Spitze)
Polkaschritt auf links
Figur nach rechts
Gewicht ist auf linkem Fuß, rechter Fuß ist unbelastet
Rechter Fuß wird ausgestreckt und Ferse wird aufgesetzt (Hacke)
Rechter Fuß wird mit der Fußspitze aufgesetzt (Spitze)
Polkaschritt auf rechts
In der Regel wird die Figur mehrfach getanzt (4-mal), dem sich eine normale Polka anschließt.